# Euangerona umbrosa
Euangerona umbrosa là một loài bướm đêm trong họ Geometridae.